# Kenny Williams
Kenneth "Kenny" Williams (24 de maig de 1967) és un ciclista estatunidenc, que va competir en la pista.
El 2009 va ser suspès durant dos anys per haver donat positiu en un control.

## Palmarès en pista
- 2002
  -  Campió dels Estats Units en Persecució per equips
- 2003
  -  Campió dels Estats Units en Persecució
  -  Campió dels Estats Units en Persecució per equips